# Christopher Fowler
Christopher Fowler, född 26 mars 1953 i London, England, död 2 mars 2023 i London, var en engelsk författare. Han var främst verksam som thriller- och deckarförfattare, men skrev även skräck och facklitteratur.

## Biografi och litterär bana
Fowler föddes i Greenwich. Innan han började skriva romaner på heltid jobbade han som copywriter och med marknadsföring inom filmindustrin. Som skönlitterär författare debuterade han 1986 med novellsamlingen City Jitters och 1988 med romanen Roofworld.
Mellan 2003 och 2022 publicerade Fowler en serie om ett tjugotal kriminalromaner som handlar om detektiverna Bryant och May som löser brottsfall i London.
Han var också verksam som novellförfattare inom thriller- och skräckgenrerna. Flera av hans berättelser har vunnit litterära priser. Två av hans noveller filmatiserades: "The Most Boring Woman in the World" och "The Master Builder" (som Through the Eyes of a Killer).

## Privatliv
Från 2017 och fram till sin död var Christopher Fowler gift med tv-producenten Peter Chapman. Fowler diagnostiserades med cancer år 2020 och avled tre år senare, i mars 2023.